# Peyton Stearns
Peyton Mckenzie Stearns (nascida em 8 de outubro de 2001) é uma tenista profissional americana. 
Ex-jogadora da Universidade do Texas em Austin, Stearns se tornou profissional em 2022. Ela foi classificada pela Women's Tennis Association (WTA) como número 43 do mundo em simples em 18 de setembro de 2023 e também alcançou o ranking mundial de duplas, mais alto de sua carreira como N.º 87 em 4 de março de 2024.
Na primavera de 2022, Stearns se tornou a primeira jogadora do Texas a se tornar campeã da "National Collegiate Athletic Association" (NCAA) no tênis feminino e logo foi selecionada para se tornar profissional no final daquele ano. Em sua primeira temporada completa no WTA Tour em 2023, Stearns conquistou sua estreia no top 100 em abril, depois de chegar às quartas de final do ATX Open inaugural em março, antes de disputar seu primeiro título WTA na Copa Colsanitas no mês seguinte. Ela ganhou cinco títulos de simples e dois títulos de duplas no Circuito Feminino da ITF.

## Carreira júnior
Stearns jogou duas temporadas de tênis universitário na Universidade do Texas em Austin, onde se tornou a primeira jogadora do Texas a vencer o Campeonato Nacional Individual Feminino da Divisão I da NCAA na primavera de 2022. Ela citou o sucesso de sua colega americana Danielle Collins como inspiração para ajudá-la a decidir cursar a faculdade antes de se tornar profissional, o que ela decidiu fazer em junho de 2022.

## Carreira profissional

### 2021–2022: WTA Tour e estreias importantes
Stearns fez sua estreia na chave principal do WTA Tour no Silicon Valley Classic de 2021, onde recebeu entrada como suplente na chave principal de duplas. Ela fez sua estreia em Majors como "wild card" no US Open de 2022.

### 2023: Primeira final do WTA Tour, quarta rodada principal, top 50
No Texas Open inaugural, Stearns conquistou sua primeira vitória no WTA como "wild card" sobre a vinda da qualificatória Katie Boulter em uma maratona de três horas. Em seguida, ela derrotou a também "wild card" Mirjam Björklund [en] para chegar às quartas de final do WTA Tour, onde perdeu para  Katie Volynets em dois sets. Na semana seguinte, ela fez sua estreia na chave principal do torneio WTA 1000 em Indian Wells como "wild card" e superou um set contra para derrotar Rebeka Masarova [en] na primeira rodada, antes de perder para Bianca Andreescu depois de estar um set acima na rodada seguinte.
Stearns alcançou sua primeira final de simples do WTA Tour na Copa Colsanitas, depois de derrotar Rosa Vicens Mas [en], Elina Avanesyan, a semifinalista do Aberto da França de 2021, Tamara Zidanšek, e  Kamilla Rakhimova. Embora ela tenha caído em três sets para a defensora do título Tatjana Maria na partida do campeonato, seus resultados no torneio a levaram ao top 100 pela primeira vez, no número 89 do mundo, em 10 de abril. Isso também garantiu a Stearns uma entrada direta na chave principal do Aberto da França. Mais tarde naquele mês, ela chegou à final do torneio de US$ 100k  Charleston Pro, perdendo para a compatriota  Emma Navarro em três sets.
Em Rabat, Stearns derrotou Panna Udvardy [en] e Leylah Fernandez para chegar às quartas de final do WTA Tour. Ela perdeu para Sloane Stephens no "tiebreak" do terceiro set, apesar de ter três match points. Entrando no Aberto da França como número 69 do mundo, Stearns registrou sua primeira vitória entre as 50 primeiras, derrotando Kateřina Siniaková, número 49. Ela imediatamente seguiu com sua primeira vitória entre as 20 primeiras, derrotando a ex-campeã e 17ª cabeça de chave, Jeļena Ostapenko, em três sets. Ela foi derrotada pela nona cabeça de chave Daria Kasatkina, na terceira rodada. No US Open, Stearns chegou até as oitavas de final onde perdeu para Markéta Vondroušová de virada em jogo de três sets.

### 2024
Stearns iniciou a temporada sem grandes vitórias porém com muitos jogos equilibrados. Perdeu na primeira rodada para Camila Giorgi em Brisbane, para Varvara Gracheva em Hobart, e para Daria Kasatkina no Australian Open todas essas partidas em três sets. Prosseguindo sua campanha em quadras duras, agora no Oriente Médio, Stearns participou do Qatar Open onde ficou na primeira rodada e do Dubai Open, onde ficou na segunda. No giro americano, Stearns não passou da primeira rodada no ATX Open, e da segunda, tanto em Indian Wells on perdeu para Aryna Sabalenka em jogo muito equilibrado de três sets quanto em Miami on perdeu para Victoria Azarenka em outro jogo de três sets.
Stearns iniciou a temporada em quadras de saibro no Open Capfinances Rouen Métropole on perdeu na primeira rodada para a eventual campeã, Sloane Stephens, em jogo de três sets. No Aberto de Madri, também perdeu na primeira rodada para Tatjana Maria em jogo de três sets decidido no "tiebreak". No L'Open 35 de Saint-Malo, chegou às quartas de final, onde perdeu para a eventual vice-campeã, Chloe Paquet [en] em jogo de três sets. Também chegou às quartas de final no Parma Ladies Open, onde perdeu para Renata Zarazua [en] em sets diretos. Em maio, no Aberto de Marrocos, em Rabat, Stearns fez uma excelente campanha. Ela passou pela vinda da qualificatória, Aleksandra Krunić na primeira rodada em jogo de três sets, pela cabeça de chave N° 6, Wang Xiyu, na segunda em sets diretos, pela cabeça de chave N° 4, Lucia Bronzetti, nas quartas de final, também em jogo de três sets, e por Viktoriya Tomova na semifinal, em mais um jogo de três sets. Na partida final, apesar da campanha desgastante, ela venceu Mayar Sherif em sets diretos, sem dificuldade, garantindo seu primeiro título no WTA Tour. Já no Aberto da França, venceu a vinda da qualificatória, Lucija Ćirić Bagarić [en], na primeira rodada em jogo de três sets muito disputado, venceu a cabeça de chave N° 10, Daria Kasatkina, na segunda, em sets diretos, mas perdeu na terceira para Mirra Andreeva, também em sets diretos.
Dando início à temporada em quadras de grama, o próximo compromisso de Stearns, foi o Bad Homburg Open, no qual passou por Julia Stusek mas perdeu para Emma Navarro. Em Wimbledon, perdeu para Daria Saville na primeira rodada. Logo depois, participou do Palermo Ladies Open em quadra de saibro, mas perdeu para Ann Li na primeira rodada em jogo de três sets.
De volta às quadras duras na América do norte, Stearns participou do Washington DC Open, no qual passou por  Clervie Ngounoue [en], mas perdeu para Emma Raducanu na segunda rodada. Depois disso, no Aberto do Canadá, passou por Anna Blinkova, por Madison Keys e por Victoria Azarenka, mas perdeu para a defensora do título, Jessica Pegula, nas quartas de final.